# Сплэттер

Постер фильма «Кровавый пир» (1963), считающийся первым сплэттером

Сплэ́ттер (от англ. splatter — «разбрызгивание», подразумеваются брызги крови) — поджанр фильмов ужасов, в котором акцент делается на предельно натуралистичной демонстрации насилия и увечий.

## Характеристика
Термин изначально был придуман Джорджем Ромеро для фильма «Рассвет мертвецов». По его же определению, сплэттер — фильм, в котором кровь и отрезанные части тела занимали 80 % экранного времени. Комбинация графического и сексуального насилия в ряде фильмов поджанра привело к появлению поджанра, называемого «пыточное порно» (англ. torture porn) или «горно», от англ. gore (кровь) и porn (порнография).
Сплэттер-фильмы, согласно писателю Майклу Арнцену, «скромное веселье в бутафорской крови как форма искусства». Там, где классические хорроры пугают зрителя неизвестностью, сверхъестественным, темнотой и так далее, сплэттеры вызывают страх демонстрацией физического уничтожения тела. Также делается акцент на визуальные эффекты, стиль и технику, в том числе гиперактивную операторскую работу. Если прочие фильмы ужасов имеют направленность на восстановление социального порядка и моральных норм с обязательной победой добра над злом, то для сплэттеров характерны бессмысленность сюжета и отсутствие порядка. Арнцен утверждает, что «спектакль насилия заменяет любые притязания к структуре повествования, потому что кровь прочно вплетена в текстуру фильма». Кроме того, для сплэттеров характерно фрагментированное повествование и режиссура, например, «маниакальный монтаж движений субъективной камеры […] нарезка охоты на охотника, зловещие противопоставления и контрасты».

## Появление жанра
Сплэттер ведёт своё происхождение от французского театра Гран-Гиньоль, для которого характерны реалистичные сцены насилия. В 1908 году Гран-Гиньоль впервые появился в Англии. Первое появление крови и реалистичного увечья человеческого тела можно увидеть в фильме Дэвида Гриффита «Нетерпимость» (1916), в сцена, где копьё медленно пронзает обнажённый живот солдата. Несколько последующих фильмов Гриффита и его современника Сесила Б. Демиля также демонстрировали реалистичное насилие.

## Современная эра
В конце 1950-х и начале 1960-х годов публике были вновь представлены фильмы с демонстрацией насилия. Вышли в прокат «Психо» Альфреда Хичкока (1960) и знаменитые фильмы киностудии Hammer — «Проклятие» (1957) и «Дракула» (1958). Возможно, самым яростным фильмом этой эпохи был «Ад» (1960) Нобуо Накагавы, который включал многочисленные сцены размозжения и расчленения.
В начале 1960-х сплэттер стал популярен благодаря фильмам Хершела Льюиса. Стремясь поддерживать выгодную нишу, Льюис обратился к тому, что в основном в кино редко упоминалось: сцены висцеральной, явной крови. В 1963 году он снял «Кровавый пир» (1963), который считается первым сплэттером. В дальнейшем вышли ещё два фильмы «Две тысячи маньяков» (1964) и «Раскрась меня кроваво-красным» (1965).
Популярность сплэттеров в 1970-х годах вызвала негативную реакцию блюстителей закона. Парламентарии США Роджер Эберт и Британии Грэм Брайт возглавили движение за цензуру фильмов. В Великобритании был разработан Закон о видеозаписях, системе цензуры и сертификации для домашнего видео, что привело к прямому запрету многих сплэттеров, которые в британской прессе считались «видео-гадостью».
Некоторые режиссёры сплэттеров продолжали выпускать свои хиты. Питер Джексон начал свою карьеру в Новой Зеландии, сняв фильмы-сплэттеры «В плохом вкусе» (1987) и «Живая мертвечина» (1992). В таких сплэттерах, как «Живая мертвечина» насилие является настолько чрезмерным, что создаёт комический эффект. Такие комедийные фильмы получили термин «сплэтстик» (от англ. slapstick — буффонада) — физиологическая комедия со сценами насилия. Сплэстик приобрёл популярность в Японии, где вышли такие фильмы, как «Робогейша», «Токийская полиция крови» и «Девочка-пулемёт».
В сплэттерах впервые использовались приёмы, перешедшие затем в фильмы других жанров. Например, фильм 1999 года «Ведьма из Блэр: Курсовая с того света» популяризировал жанр «найденная плёнка» (англ. found footage), который впервые был применён в сплэттере «Ад каннибалов» (1980).

## Возрождение
В 2003—2009 годах был снят ряд фильмов, удачно объединивших элементы жанров сплэттер и слэшер. Критик Дэвид Эдельштейн ввёл новый термин — «пыточное порно» (англ. torture porn), который смакует сцены насилия, крови, наготы, пыток, увечий и садизма, и применил его для описания фильма Элая Рота «Хостел» (2005). С тех пор этот термин применяется для таких фильмов, как «Пила» (хотя его создатели не согласны с данной классификацией), «Изгнанные дьяволом» (2005), «Волчья яма» (2005), «Трахни меня» (2000) и «Убийца Ити» (2001). Разница между этими фильмами и более ранними сплэттерами заключается в том, что они зачастую имеют кинотеатральный прокат, получили широкое распространение и имеют сравнительно высокие бюджеты.
В середине 2000-х сплэттеры получили развитие благодаря так называемому кинодвижению «Новый французский экстрим». Такие фильмы, как «Мученицы» (2008), «Граница» (2007) и «Месть нерождённому» (2007) приобрели известность во всём мире за чрезвычайную жестокость.
Поджанр пыточного порно оказался прибыльным. Фильм «Пила», при бюджете $1,2 млн, собрал в прокате более $100 млн по всему миру. А «Хостел», который стоил менее $5 млн в производстве, собрал более $80 млн. Студия Lionsgate, снявшая эти фильмы, получила значительную прибыль. Финансовый успех привёл к выпуску подобных фильмов: «Туристас», «Хостел 2», «За гранью страха» и «Похищение». В 2009 году серия фильмов «Пила» стала самой прибыльной франшизой фильмов ужасов всех времён. Несмотря на финансовые успехи, ярлык пыточного порно на фильме воспринимается как уничижительный. Некоторые из таких фильмов имели громкие непристойные рекламные кампании: рекламные щиты и плакаты, используемые в маркетинге «Хостела 2» и «Похищения», критиковались за реалистичную графику, что привело к их снятию во многих местах.
К 2009 году в США наметилась тенденция снимать ремейки ранних фильмов ужасов: «Рассвет мертвецов» (2004), «Ужас Амитивилля» (2005), «Дом восковых фигур» (2005), «Чёрное Рождество» (2006), «Хэллоуин 2007» (2007), «Мой кровавый Валентин» (2009), «Пятница, 13-е» (2009), «Человек-волк» (2010), «Безумцы» (2010) и «Кошмар на улице Вязов» (2010). Некоторые из этих ремейков, такие как «Техасская резня бензопилой» (2003), «У холмов есть глаза» (2006) (и продолжение 2007 года), «Забавные игры» (2008), «Последний дом слева» (2009) и «Я плюю на ваши могилы» (2010) назывались в пресс-обзорах «пыточным порно».
В конце десятилетия самыми заметными релизами «пыточного порно» стали «Человеческая многоножка» (2009) и «Сербский фильм» (2010), хотя и не столь финансово успешные, как «Пила» или «Хостел». «Сербский фильм» и «Человеческая многоножка 2» (2011) обратили внимание прессы графическим изображением принудительного фекального потребления и некрофилии. Оба фильма подверглись цензуре. Другие фильмы, такие, как «Гротеск» и «Кроличьи игры», и вовсе были запрещены BBFC.
Впоследствии пыточное порно все чаще ориентировалось на выход на носителях или по модели распространения VOD, без кинотеатрального проката. Например, «Хостел 3» (2011) был выпущен прямо на DVD, в отличие от предыдущих фильмов в серии. Фильм получил меньше отрицательного внимания в прессе. Таким же образом вышли фильмы «Что бы вы сделали…» (2012), «Дрожь» (2012) и «Коллекционер 2» (2012).
Режиссёр Элай Рот стремился защитить поджанр. Автор ужасов Стивен Кинг также выступил с защитой «Хостела 2» и поджанра пыточного порно. Влиятельный режиссёр фильмов ужасов Джордж Ромеро заявил, что не снимает пыточного порно и что в них не хватает метафоры.

## Влияние
Успех пыточного порно и его бум в середине 2000-х привёл к объединению жанров. Это стало очевидным благодаря выпуску множества триллеров, в частности, фильмов 2007 года «Я знаю, кто убил меня» и 2008 года «Не оставляющий следа». Британский фильм «WAZ: Камера пыток» (2007) и его американский «коллега» «Шрам 3D» продолжали развитие гибридной формы «пыточного порно». В меньшей степени, но влияние жанра заметно в таких фильмах, как «Версия» (2007), «Законопослушный гражданин» (2009) и «Немыслимое» (2010).
Элементы жанра также использовались в эпизодах многих популярных американских телевизионных шоу, в том числе в сериалах «Мыслить как преступник», «Декстер», «Сверхъестественное», «Слепая зона» и «Американская история ужасов». Рэпер Эминем использовал элементы жанра в музыкальном видео для сингла «3 a.m.». Фильм «Антихрист», показанный впервые на Каннском кинофестивале в 2009 году, был раскритикован из-за сцен крайнего насилия и откровенного секса.
В 2013 году Стивен Джонс опубликовал исследование жанра в книге «Пыточное порно: Популярные ужасы после „Пилы“» (англ. Torture Porn: Popular Horror after Saw).